# 筧美和子
筧美和子（日语：／ Kakei Miwako，1994年3月6日—）是出生於東京都的日本女模特兒、演員，隸屬於經紀公司PLATINUM PRODUCTION。

## 生平
2011年，高中生筧美和子與她的朋友一起去時裝秀時被發掘，成為寫真偶像。
2013年5月，在真人實境秀《排屋公寓》中登場。同年9月14日，她在One Life Model的試鏡中獲得準入選。9月23日，出席北海道日本火腿鬥士的決賽並負責開球。10月5日，被觀眾票選為《鬧鐘電視》的週四記者。12月19日，出版了自己的第一本著作《みーこ Miwako Kakei 1st Official Book》。
2014年2月，在電視劇《最棒的離婚SP》中演員出道。4月，出版由篠山紀信掌鏡的個人首本寫真集。6月，宣佈成為《JJ》雜誌的專屬模特兒。
2016年10月，初次主演連續劇《CRAZY》。
2018年，受到《Weekly Playboy》的邀請，以「台北的甜美旋律」為主題到台北九份拍攝寫真特輯。
2019年8月，宣佈從《JJ》雜誌專屬模特兒身份畢業。

## 个人
- 三姐弟中的次女[15]，曾祖母是俄羅斯人[16]。
- 喜歡的飲食是蔬菜、米饭、春卷、咖喱和苹果汁，討厭納豆，也不大喜歡芥末[16]。
- 與一起出演《排屋公寓》的成員間有夥伴的感覺[17]。與新川優愛是好友[18]。

## 出演

### 電視劇
- 抓住明日的光 -2013 夏-（2013年8月21日、東海電視台） - 飾演 大學生
- 離婚萬歲 2014特別篇（2014年2月8日、富士電視台） - 飾演 依田令美
- 失戀巧克力職人 （2014年1月13日、富士電視台） - 飾演 記者
- 水球不良少年 （2014年7月12日 - 9月20日、富士電視台） - 飾演 前畑涼子
- 黑服物語 （2014年10月、朝日電視台） - 飾演 真央
- 小希 （2015年3月20日 - 9月26日、NHK） - 飾演 古川麻由子
- Transit Girls （2015年11月14日、富士電視台） - 飾演 カメオ
- OL開始當女公關 （2016年6月20日、每日放送、TBS） - 飾演 カズミ
- THE LAST COP episode0 第一話（2016年9月3日、日本電視台） - 飾演 覓 美和子
- CRAZY（2016年10月5日、TOKYO MX） - 飾演 柚木芽衣子
- 東京白日夢女 第二集（2017年1月25日、日本電視台） - 飾演 笹崎まりか
- 增山超能力師事務所 第九集（2017年3月2日、日本電視台） - 飾演 松澤萌
- 按摩偵探丈 第九集（2017年6月11日、東京電視台） - 飾演 野田ひとみ
- 邊緣人：教你製作情婦的方法（2017年10月8日 - 12月24日、東京電視台） - 飾演 山口詠美
- 刑事弓神 第八集（2017年11月30日、富士電視台） - 飾演 服務生
- Miss devil 人事惡魔·樁真子 第四集（2018年5月5日、日本電視台） - 飾演 中山花憐
- 世界奇妙物語 春季特別篇「不倫警察」（2018年5月12日、富士電視台） - 飾演 京野鈴香
- 直到雨停的那一天（2018年8月4日 - 9月29日、東海電視台） - 飾演 三上沙耶
- Fake news 假新聞風暴 後篇（2018年10月27日、NHK） - 飾演 和田心菜
- 昨晚過得很愉快吧（2019年1月9日 - 2月13日、TBS） - 飾演 綾乃
- 名古屋的最終列車 2019（2019年1月22日、名古屋電視台） - 飾演 里美
- 水果宅急便 第七集（2019年2月23日、東京電視台） - 飾演 櫻桃
- 房仲女王大逆襲 第六集（2019年2月13日、日本電視台） - 飾演 尾田まり
- 輪到你了 （2019年4月14日 - 9月8日、日本電視台） - 飾演 櫻木琉璃
- 女王偵訊室 Third season 第三話（2019年4月25日、朝日電視台） - 飾演 寶城理沙
- Mistresses~女人們的秘密 第五集（2019年5月17日、NHK） - 飾演 ミキ
- 家政夫三田園 特別編（2020年5月29日、朝日電視台） - 飾演 吉野美玖
- 深深地戀愛（2021年4月14日 - 6月9日、日本電視台） - 飾演 山内可憐
- 古見同學有交流障礙症（2021年9月6日 - 11月1日、NHK） - 飾演 阿瀨志吹
- 真凶標籤 第7話（2021年11月28日、日本電視台） - 飾演 桜木るり
- 婚活偵探 第5話・第6話（2022年2月5・12日、BS東視） - 飾演 高野絵摩
- 冰室想介事件簿〜超高層公寓密室殺人之謎〜（2022年2月26日、BS-TBS） - 飾演 川井舞
- 屍活師 女王的法醫學 2（2022年3月21日、東京電視台） - 飾演 三島茜
- 好像有點奇怪 第2話（2022年6月8日、東京電視台）- 飾演 CHAMI
- 純愛不協和音（2022年7月14日 - 9月22日、富士電視台）- 飾演 小坂由希乃
- NICE FLIGHT!（2022年7月22日 - 9月9日、朝日電視台）- 飾演 本谷光希
- One Night Morning「肉包」（2022年9月23日、WOWOW）- 飾演 滿島穗乃果
- 靈媒偵探城塚翡翠 第2話（2022年10月23日、日本電視台）- 飾演 新谷由紀乃
- 忍者結婚很難（2023年1月5日 - 3月16日、富士電視台）- 飾演 音無惠美
- 軟男與鐵妹子（2023年8月7日 - 9月25日、東京電視台）- 飾演 小野きよ香

### 電影
- 盗钥匙的方法 （2012年9月15日、KlockWorx）
- 劇場版 假面騎士Drive surprise future （2015年8月8日、東映） - 飾演 花咲未來
- Summer song （2016年9月17日、CLUSTAR） - 飾演 つぐみ
- 黑金丑島君 Part3（2016年9月22日、東寶映像） - 飾演 花蓮
- 犬猿 （2018年2月10日、東京Theatres） - 飾演 幾野真子
- 原本以為只是手機掉了 （2018年11月2日、東寶） - 飾演 天城千尋
- 奇蹟的燒肉店（2020年11月20日、松竹） - 飾演 的場涼子
- 孤狼之血 LEVEL2（2021年8月20日、東映） - 飾演 神原千晶
- 降下窗簾後再相見（2021年11月26日、SPOTTED PRODUCTIONS） - 飾演 齋藤尚
- 內衣教父（2023年5月12日、T-JOY） - 飾演 秋野明美
- 殭屍100～在成為殭屍前要做的100件事～（2023年8月3日、Netflix）

### 網路劇
- 假面騎士BLACK SUN（2022年） - 飾演 金鳳花怪人

## 外部連結
- 官方网站
- 筧美和子 公式BLOG （页面存档备份，存于） - Ameba Blog
- 筧美和子 公式BLOG （页面存档备份，存于） - LINE BLOG
- 筧美和子的X（前Twitter）
- 筧美和子的Instagram帳戶
- YouTube上的筧 美和子 / miracora uchu.頻道